# Liste der Baudenkmale in Mölschow
In der Liste der Baudenkmale in Mölschow sind alle denkmalgeschützten Bauten der Gemeinde Mölschow (Mecklenburg-Vorpommern) und ihrer Ortsteile aufgelistet. Grundlage ist die Veröffentlichung der Denkmalliste des Landkreises Ostvorpommern mit dem Stand vom 30. Dezember 1996. 

## Baudenkmale nach Ortsteilen

### Zecherin
| ID | Lage                  | Bezeichnung                                           | Beschreibung | Bild                                                  |
| -- | --------------------- | ----------------------------------------------------- | --- | ----------------------------------------------------- |
|    | Dorfstraße 13 (Karte) | Scheune                                               | Holzscheune, Ständerbauweise, oben verbrettert, unten Fachwerk mit Lehm verschmiert | Scheune                                               |
|    | Dorfstraße 17 (Karte) | Gehöft mit Wohnhaus, Stallscheune und Umfassungsmauer | Das Gehöft wurde komplett durch einen Brand zerstört und verfiel. Es wurde abgerissen, das Grundstück verändert und neu bebaut. Die Umfassungsmauer ist straßenseitig erhalten. Sie ist ca. 1,5 m hoch und besteht aus vermauerten Feldsteinen. | Gehöft mit Wohnhaus, Stallscheune und Umfassungsmauer |

## Quelle
- Bericht über die Erstellung der Denkmallisten sowie über die Verwaltungspraxis bei der Benachrichtigung der Eigentümer und Gemeinden sowie über die Handhabung von Änderungswünschen (Stand: Juni 1997; PDF, 934 kB)

- Karte mit allen Koordinaten:
- OSM |
- WikiMap